# علي رضا أفضل
علي رضا أفضل (بالفارسية: علیرضا افضل) هو لاعب كرة الصالات ‏ ولاعب كرة قدم إيراني، ولد في 13 أبريل 1974 في إيران. لعب مع Kashi Nilou Isfahan FSC ‏.

## وصلات خارجية
- علي رضا أفضل على موقع الاتحاد الدولي (مؤرشف)  (الإنجليزية)